# Franky Gee
Francisco Alejandro Gutiérrez (19 de febrer, 1962 - 22 d'octubre, 2005), més conegut com a Franky Gee, fou un soldat, raper i cantant cubà, que va ser el cantant principal del grup alemany d'europop Captain Jack.

## Biografia
Gee va néixer a l'Havana, Cuba. La seva família emigrà a Miami (Florida), i després ell va anar a Mallorca quan encara era jove. Després de la universitat, es va allistar a l'exèrcit dels Estats Units, i fou destinat a Alemanya, mentre començava la seva carrera com DJ. Es cansà del servei militar i va decidir quedar-se a Alemanya.
A Darmstadt, Alemanya, va formar el grup Captain Jack, al costat de la vocalista Liza da Costa. Amb la seva roba i manierisme a Captain Jack va intentar satiritzar l'exèrcit.
La música de Captain Jack fou triada pels jocs d'arcade de Konami Dance Dance Revolution, i d'altres d'aquesta sèrie.

## Mort
El 17 d'octubre de 2005 va sofrir una hemorràgia cerebral mentre caminava amb el seu fill a Palma, Espanya. Va patir un coma i va morir cinc dies després.